# Периодични низ
У математици, периодични низ (понекад се назива циклус) је низ код кога се исти чланови понављају изнова и изнова:
a1, a2, ..., ap,  a1, a2, ..., ap,  a1, a2, ..., ap, ...
Број p поновљених чланова се назива период (период)

## Дефиниција
Периодични низ је низ a1, a2, a3, ... који задовољава
an+p = an
за све вредности n. Ако посматрамо низове као функције чији домен је скуп природних бројева, онда је периодични низ једноставно посебна врста периодичне функције.

## Примери
1:7=0,142857142857142857...
Генерално, редослед цифара у децималном проширењу било ког рационалног броја је на крају периодичан (види доле).
Редослед степена -1 је периодичан са периодом два:
−1, +1, −1, +1, −1, +1, ...
Генерално, редослед степена било ког корена јединства је периодичан. Исто важи и за степен било ког елемента коначног реда у групи. 
Периодична тачка за функцију ƒ: X → X је тачка p чија је орбита
{\displaystyle p,\,f(p),\,f(f(p)),\,f^{3}(p),\,f^{4}(p),\,\ldots }
периодични низ. Периодичне тачке су важне за теорију динамичког система. Свака функција из коначног скупа у себи има периодичну тачку; детекција циклуса је алгоритамски проблем проналажења такве тачке.

## Периодични 0, 1 низови
{\displaystyle \sum _{k=1}^{k=1}\cos(-2\pi {\frac {n(k-1)}{1}})/1=1,1,1,1,1,1,1,1,1...}
{\displaystyle \sum _{k=1}^{k=2}\cos(-2\pi {\frac {n(k-1)}{2}})/2=0,1,0,1,0,1,0,1,0...}
{\displaystyle \sum _{k=1}^{k=3}\cos(-2\pi {\frac {n(k-1)}{3}})/3=0,0,1,0,0,1,0,0,1,0,0,1,0,0,1...}
{\displaystyle ...}
{\displaystyle \sum _{k=1}^{k=N}\cos(-2\pi {\frac {n(k-1)}{N}})/N=0,0,0...,1{\text{  sequence with period  }}N}

## Генералисања
1 / 56 = 0 . 0 1 7  8 5 7 1 4 2  8 5 7 1 4 2  8 5 7 1 4 2  ...
Низ је асимптотски периодичан ако се његови чланови приближавају овом периодичном низу. То значи да је низ x1, x2, x3, ... асимптотски периодичан ако постоји периодични низ a1, a2, a3, ... за који важи
{\displaystyle \lim _{n\rightarrow \infty }x_{n}-a_{n}=0.}
На пример, низ
1 / 3,  2 / 3,  1 / 4,  3 / 4,  1 / 5,  4 / 5,  ...
је асимптотски периодичан, како се његови чланови приближавају периодичном низу  0, 1, 0, 1, 0, 1, ....